# 莫雷站
莫雷站，是法国的一个铁路车站，位于法国东部城市莫雷。2016年起莫雷和相邻的另外2个市镇合并成为"上比耶讷"（法語：Hauts de Bienne），但车站名称并无改变。
莫雷站有时又误译为"莫雷兹站"。

## 位置

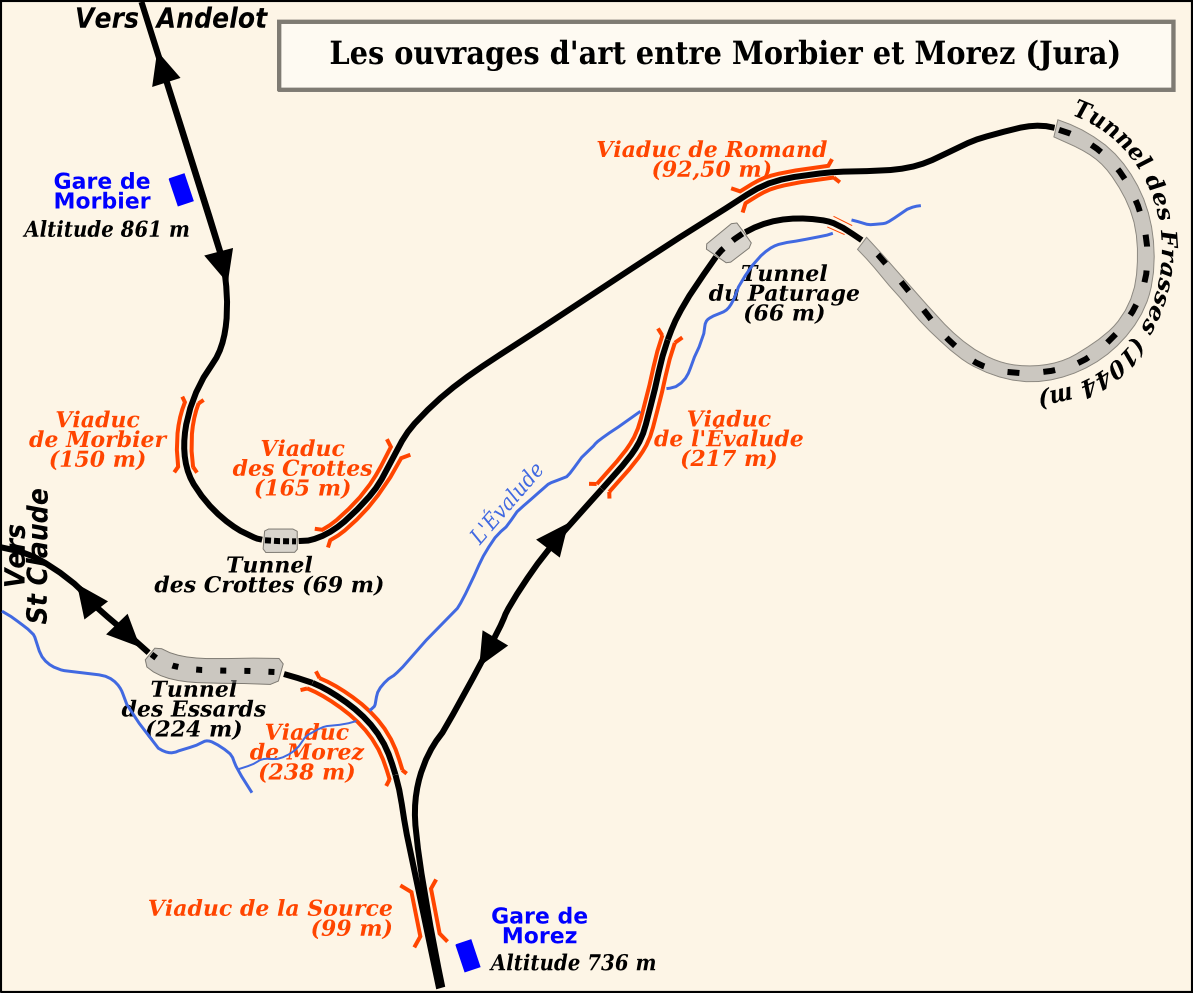
莫雷站"人"字形展线示意图，莫雷站位于最南侧

莫雷站位于莫雷兹市区的中部，昂德洛－拉克吕斯铁路49.462公里处，距离贝桑松大约72公里。主站房位于铁路线东侧。
莫雷站是一个结构非常特殊的铁路车站，昂德洛－拉克吕斯铁路为克服高差在莫雷兹附近以"人"字形展线而经过（类似于老京张铁路的青龙桥路段），而莫雷站正好位于"人"字形展线的尾端，因此所有途径此线的列车均需要在莫雷站站内换向运行。

## 设施
因客流较小，莫雷站的人工售票窗口已于2016年6月30日关闭，但站内依旧保留自动售票机等设施。

## 停靠线路
以下列车线路在莫雷站停靠：
| 莫雷站列车线路表                  |      |          |          |              |
| 线路                              | 车种 | 上一站   | 下一站   | 大致运行频率 |
| 多勒—圣克洛德                     | TER  | 莫尔比耶 | 圣克洛德 | [ 註 2 ]     |
| 贝桑松—圣克洛德                   | TER  | 莫尔比耶 | 圣克洛德 | [ 註 3 ]     |
| 穆沙尔/昂德洛/尚帕尼奥勒—圣克洛德 | TER  | 莫尔比耶 | 圣克洛德 | 每天1~3趟    |
| 1. 2. 3.                          |      |          |          |              |

## 配套交通

### 长途客车
| 停靠莫雷站的大巴车 |                       |                                                                                        |
| 上下车地点         | 运营单位              | 主要线路及目的地                                                                       |
| 圣克洛德站门口     | 汝拉省城际客运 Jurago | 306 莱鲁斯 · 布瓦达蒙 309 莫尔比耶 · 清牛湖 · 普瓦特桥 · 隆斯勒索涅                    |
| 圣克洛德站门口     | Car TER               | - 昂德洛 · 圣克洛德 - 当铁路线施工或罢工时，SNCF可能也会提供途径该线路沿途站点的大巴车 |
| 1. 2. 3. 4.        |                       |                                                                                        |

### 城市公共交通
莫雷站附近暂无城市公共交通线路

### 社会车辆
莫雷站门口设有社会车辆停车场。

## 临近车站
| 莫雷站（Gare de Morez）        |                      |                     |
| 上行车站                       | 线路                 | 下行车站            |
| 莫尔比耶站 5.5km ←             | 昂德洛－拉克吕斯铁路 | 圣克洛德站 → 23.7km |
| - 本表仅显示运营中的线路及车站 |                      |                     |